# Estación de Biache-Saint-Vaast
La estación de Biache-Saint-Vaast es una estación ferroviaria francesa, de la línea férrea París-Lille, situada en la comuna de Biache-Saint-Vaast, en el departamento de Paso de Calais. Por ella transitan únicamente trenes regionales.

## Situación ferroviaria
La estación se encuentra en el punto kilométrico 204,333 de la línea férrea París-Lille. 

## Historia
Fue inaugurada en 1846 por parte de la Compañía de ferrocarriles del Norte. En 1937 pasó a ser explotada por la SNCF.

## La estación
La estación se configura como un simple apeadero. Posee dos vías y dos andenes laterales. El cambio de vía se realiza gracias a una pasarela. No dispone de atención comercial aunque sí tiene máquinas expendedoras de billetes y un aparcamiento habilitado cerca del antiguo edificio para viajeros. 

## Servicios ferroviarios

### Regionales
Los siguientes trenes regionales transitan por la estación:
- Línea Achiet - Douai.
- Línea Arras - Douai / Lille.